# Procrastinación

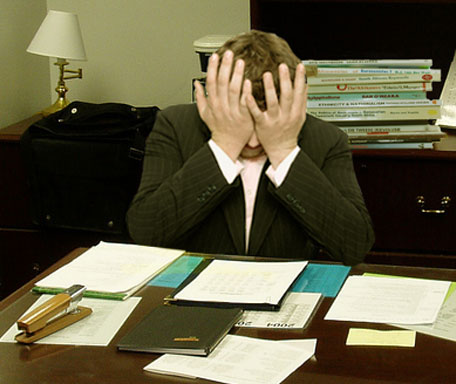
En ocasiones, las pilas de papel amontonadas pueden ser un signo de procrastinación, por decisiones inconclusas.

La procrastinación (del latín procrastinare: pro, 'adelante', y crastinus, 'mañana'), postergación o posposición es la acción o hábito de retrasar actividades o situaciones que deben atenderse, sustituyéndolas por otras situaciones más irrelevantes o agradables por miedo a afrontarlas o pereza a realizarlas. 
Trata de un trastorno volitivo del comportamiento que tiene su raíz en la asociación de la acción por realizar con el cambio, el dolor o la incomodidad (estrés). Este puede ser psicológico (en la forma de ansiedad o frustración), físico (como el que se experimenta durante actos que requieren trabajo fuerte o ejercicio vigoroso) o intelectual. El término se aplica comúnmente al sentido de ansiedad generado ante una tarea pendiente sin tener una fuerza de voluntad para concluirla. El acto que se pospone puede ser percibido como abrumador, desafiante, inquietante, peligroso, difícil, tedioso o aburrido, es decir, estresante, por lo cual se autojustifica posponerlo a un futuro sine die idealizado, en que lo importante es supeditado a lo urgente.[cita requerida]
Los individuos de la sociedad contemporánea se caracterizan por desarrollar varias actividades a la vez, lo cual puede ser contradictorio para no llevar a cabo exitosamente ninguna actividad, pretender resolver actividades del hogar, escuela, trabajo y cuestiones sociales, sin considerar que dichas acciones requieren de esfuerzo, tiempo y dedicación para su elaboración, por lo que la complejidad de dichas actividades incrementa, y por consiguiente su resolución se posterga sin obtener resultados favorables para ninguna.
Es reconocido como un síntoma de algún trastorno psicológico, como depresión o trastorno por déficit de atención con hiperactividad (TDAH).[cita requerida]
Un artículo en The New York Times reveló que la procrastinación es producto de un inadecuado manejo de las emociones y no de la holgazanería o “flojera”.
El uso del verbo procrastinar se debe a la influencia del inglés (véase anglicismo); con el mismo significado también existe trasmañanar.

## Características
La procrastinación es vista como un problema moral. A menudo se caracteriza a quien procrastina como holgazanes, flojos, faltos de ambición, en especial en las sociedades orientadas al logro de objetivos, en la que el ocio es mal visto.
Como síndrome que evade el responsabilizarse posponiendo tareas, puede llevar al individuo a refugiarse en actividades ajenas a su cometido. La costumbre de posponer, si bien no se ha demostrado cabalmente, puede generar dependencia de diversos elementos externos, tales como navegar en Internet, leer libros, salir de compras, comer demasiado o dejarse absorber en exceso por la rutina laboral, entre otras, como pretexto para eludir alguna responsabilidad, acción o decisión.
Este problema de salud no necesariamente está ligado a la depresión o a la baja autoestima. El perfeccionismo extremo o el miedo al fracaso también son factores para posponer (por ejemplo: al no atender una llamada o una cita donde se espera llegar a una decisión).
Existen dos tipos de individuos que ejecutan esta acción:
- Procrastinadores eventuales, cuya actitud evasiva no se repite habitualmente.
- Procrastinadores crónicos, cuya conducta evasiva es constante y repetida en el tiempo.

Los segundos son los que comúnmente denotan trastornos en los comportamientos antes mencionados. Algunos autores [¿quién?] afirman que existen conductas adictivas que contribuyen a este trastorno de evasión, se refieren, por ejemplo, a adicciones como:
- la televisión;
- la computadora u ordenador, y más concretamente a Internet;
- el teléfono móvil;
- principalmente el uso de redes sociales.

Otros autores [¿quién?] afirman que tales adicciones no existen; no obstante, pese a que ya hay propuestas de tratamiento para este tipo de problemas conductuales (terapia cognitivo-conductual, sobre todo), se trata de un tema muy nuevo, en el que aún hace falta realizar mucho trabajo de investigación.[cita requerida]
Por otra parte, el llamado síndrome del estudiante (el hecho de que muchos estudiantes pospongan la entrega de sus trabajos hasta el último minuto del día de la fecha límite o el estudio hasta el día antes del examen) está presente, al parecer, también en otros grupos sociales: en las temporadas en las que se acerca la fecha límite para pagar los impuestos (para presentar las declaraciones mensuales o anuales), las oficinas donde se llevan a cabo esos trámites (los bancos, por ejemplo) se saturan de personas que asisten a realizar ese trámite solo hasta el último momento. Asimismo, es una conducta procrastinativa la que consiste en coleccionar muchas opciones como excusa para no decidirse por ninguna en concreto.[cita requerida]
La procrastinación, en particular, es un problema de autorregulación emocional y de organización del tiempo. Su solución consistiría, entre otras cosas, en lograr una adecuada organización del tiempo, concentrándose en realizar las tareas importantes que tienen un plazo de finalización más cercano. Quien pospone o procrastina una decisión, por no sentirse preparado —esperando que todo se resuelva por sí solo— suele aducir que lo hará después «... en cuanto tenga tiempo», con lo que está presentando, en el fondo, una conducta evasiva.[cita requerida]

### Causas y consecuencias
La relación personal que cada individuo experimenta durante el ciclo de la procrastinación es muy importante para así poder tener una visión más nítida de cómo acercarnos a un cambio, la capacidad que tenemos las personas de ser conscientes sobre nuestros pensamientos, actos y emociones es importante en el proceso de la procrastinación.
En específico las emociones actuarán como objeto de estudio para su propia regulación ya que la respuesta emocional permite actuar o detenerse ante una acción en pos de la protección de la vida o de adaptación, actuando como un mecanismo de autorregulación del aprendizaje que tienen los estudiantes. (Ocampo, 2017)
Realmente, la procrastinación constituye una práctica común en la mayoría de las personas, sin que ocasione ningún problema, pero, cuando se generaliza y se convierte en una característica del comportamiento del individuo, puede suponer un importante factor negativo, con consecuencias sobre su calidad de vida y sobre su salud.
Entre las consecuencias fisiológicas, estudios reportan que el estudiante puede incrementar los riesgos en su salud al experimentar fatiga crónica, incapacidad de relajamiento, intranquilidad, un estado elevado de inquietud, cambios bruscos de ánimo y/o humor (Cardona, 2015).

### Bases psicológicas y de personalidad
William Knaus, en Superar el hábito de posponer, propone una serie de características personales que son propias de las personas con tendencia a la postergación:
- Creencias irracionales: basadas en una pobre autoimagen y autoconcepto de sí mismos que les hace verse como inadecuados o incompetentes, o ven al mundo con demasiadas exigencias que no se ven capaces de cumplir.

- Perfeccionismo y miedo al fracaso: postergar, y justificar un resultado final por falta de tiempo, sirve de excusa para evitar el miedo al fracaso, en tareas donde no hay garantías de éxito. Son personas perfeccionistas y autoexigentes, que se marcan metas poco realistas.

- Ansiedad y catastrofismo: el cúmulo del trabajo supone un cúmulo correlativo del nivel de ansiedad. La dificultad para tomar decisiones y la búsqueda de garantías de éxito antes de iniciar una tarea provoca finalmente sentimientos catastrofistas, y como resultado se sienten saturados e indefensos. Pueden sentir complacencia, escudándose en que no son aptas para las exigencias del mundo que les ha tocado vivir.

- Rabia e impaciencia: las exigencias desmesuradas y el catastrofismo provocan también rabia e impaciencia. Pueden surgir ideas del tipo «yo debería ser capaz de realizar esto solo» «¡qué idiota soy!» o «¡no puedo tolerar esta ansiedad!». Estas personas perfeccionistas, al no cumplir con las metas que se marcan, se muestran agresivas contra sí mismas. Terminan atrapadas en un círculo de enfado-rebelión que empeora su rendimiento.

- Necesidad de sentirse querido: el deseo de realizar tareas sobre la base de la recompensa en forma de amor o aceptación de los demás. La creencia que subyace es: «todos deberían amarme para poder amarme a mí mismo». Basa su valía como persona en la aceptación y atención recibida. Si se les recompensa con sus demandas implícitas se sienten fuertes psicológicamente y por el contrario se sienten inválidas cuando no obtienen lo que desean. Por ese motivo estas personas aceptan todo tipo de demandas de los demás con el fin de agradar.

- Sentirse saturado: el trabajo se les acumula, y se ven incapaces de establecer prioridades; esto provoca sentimientos de ansiedad, saturación, estrés, angustia, indecisión, impotencia, inmovilización y fracaso, lo que cierra un círculo vicioso del que no pueden escapar.

## Tipos de procrastinación
Existen tres tipos de procrastinación:
- Por evasión, cuando se evita empezar una tarea por miedo al fracaso. Es un problema de autoestima.
- Por activación, cuando se posterga una tarea hasta que ya no hay más remedio que realizarla. Es un problema contrario al anterior.
- Por indecisión, típico de las personas que, intentando realizar la tarea, se pierden en pensar la mejor manera de hacerlo sin llegar a tomar una decisión. Se denomina también complejo de Penélope (la mujer de Ulises, que tejía y destejía siempre la misma tela para evitar casarse con los pretendientes al reino insular de Itaca mientras esperaba que volviera Ulises).